# 福納斯 (密歇根州)
福納斯（英語：Faunus）是位於美國密歇根州梅諾米尼縣斯波爾丁鎮區的一個非建制地區。

## 歷史
福納斯的郵局於1896年開設，其後於1908年停運。此地得名自羅馬宗教中的荒野、畜牧之神法乌努斯。

## 地理
福納斯所處的海拔為高於海平面292米（即958英呎），而該地所採用的時區為UTC-6，即北美中部時區（CST）。同時該地設有夏令時間，為UTC-6調快一小時，即UTC-5（CDT）。